# Kybos cornutus
Kybos cornutus är en insektsart som beskrevs av Irena Dworakowska 1968. Kybos cornutus ingår i släktet Kybos och familjen dvärgstritar. Inga underarter finns listade i Catalogue of Life.